# Propolydesmus mauriesi
Propolydesmus mauriesi är en mångfotingart som först beskrevs av Vicente 1979.  Propolydesmus mauriesi ingår i släktet Propolydesmus och familjen plattdubbelfotingar. Inga underarter finns listade i Catalogue of Life.